# 和田俊
和田 俊（わだ たかし、1936年3月6日 - 2002年10月5日）は、日本のジャーナリスト、立正大学教授、元朝日新聞論説副主幹。中華民国広州市出身。血液型はO型。趣味・特技はテニス、スキー、ゴルフ。義父は映画プロデューサーの大塚和。長男はヒップホップミュージシャンのダースレイダー（本名：和田礼）。

## 来歴
| 年表                   | 経歴                                                                                        |
| ---------------------- | ------------------------------------------------------------------------------------------- |
| 1936年3月6日           | 中華民国・広東省広州市生まれ                                                                |
| その後                 | 生まれてすぐ日本に移住                                                                      |
| 1959年3月 - 同年4月    | 東京大学法学部を卒業と同時に朝日新聞に入社                                                  |
| その他                 | プノンペン、パリ支局長およびヨーロッパ総局長等を歴任                                        |
| 1987年                 | 論説委員                                                                                    |
| 1991年                 | 論説副主幹                                                                                  |
| 1992年10月 - 1996年3月 | 編集委員となり『ニュースステーション』（テレビ朝日）のコメンテーターを担当                  |
| その後                 | 編集部顧問を経て朝日新聞を退社『ニュースステーション』は移動特派員として降板後も出演を継続  |
| 1998年4月 - 2002年9月  | 小宮悦子の登板となった『スーパーJチャンネル』（テレビ朝日）のコメンテーターを日替わりで担当 |
| 2002年10月5日          | 午前2時46分、けい部食道癌の為、北海道札幌市白石区の病院で死去、66歳                         |

## 著書

### 単著
- クメールの微笑 : カンボジアの民衆と社会 和田俊 著 朝日新聞社 1975
- パリの石畳 和田俊 著 朝日イブニングニュース社 1979.11
- パリの四角い空 和田俊 著 講談社 1981.11
- パリの石畳 和田俊 著 朝日新聞社 1983.5
- 欧州知識人との対話 和田俊 著 朝日新聞社 1986.11
- ヨーロッパを織る : イギリス的人生、フランス的人生 和田俊 著 中央公論社 (中公新書) 1988.12
- その夏の別れ 和田俊 著 筑摩書房 1996.7

### 共著
- 七人の論客日本の教育を語る 武蔵国際総合学園 編 学文社 1996.11

### 翻訳
- 日本の黒い星 : 復活する軍国主義 A.アクセルバンク 著, 和田俊 訳 朝日新聞社 1972
- カシアス・クレイ ホセ・トレス 著, 和田俊 訳 朝日新聞社 1972